# إليجاه كاري
إليجاه كاري (بالإنجليزية: Elijah John Carey)‏ هو نقابي وسياسي نيوزلندي، ولد في 20 أغسطس 1876 في غمبيا في أستراليا، وتوفي في 14 أكتوبر 1916 في بيكاردي في فرنسا. حزبياً، نشط في Independent Political Labour League ‏.